# گنبد عالی گیژان (عالی گیژو)
گنبد عالی گیژان (عالی گیژو) مربوط به دوران‌های تاریخی پس از اسلام است و در ۲۱ کیلومترشهرستان پلدختر واقع شده و این اثر در تاریخ ۱۰ مهر ۱۳۸۰ با شمارهٔ ثبت ۳۹۹۹ به‌عنوان یکی از آثار ملی ایران به ثبت رسیده است.